# Rilwan Hassan
Rilwan Hassan, né le 9 février 1991 à Lagos au Nigeria, est un footballeur nigérian. Il évolue au Sreedini Deccan au poste d'ailier droit.

## Biographie

### FC Midtjylland
Le 6 mars 2010, Rilwan Hassan fait ses débuts pour le FC Midtjylland contre l'Odense Boldklub, en remplaçant Christian Sivebaek à la 65e minute de jeu. Il marque son premier but pour le club la saison suivante, en Coupe du Danemark, lors de la demi-finale disputée contre l'Esbjerg fB. Il devient peu à peu un joueur incontournable dans son club.
A l'issue de la saison 2017-2018, il compte à son actif avec le FC Midtjylland plus de 200 matchs en première division.

### SønderjyskE
Le 26 mai 2019 est annoncé le transfert de Rilwan Hassan à SønderjyskE, il quitte le FC Midtjylland après avoir joué pendant dix ans avec ce club.
SønderjyskE parvient à atteindre la finale de la coupe du Danemark en 2020. Hassan entre en jeu à la place de Christian Jakobsen (en) lors de cette rencontre face à l'Aalborg BK, qui a lieu le 1er juillet 2020 à la Blue Water Arena. Son équipe s'impose par deux buts à zéro.

## Palmarès
FC Midtjylland
- Champion du Danemark
  - Vainqueur en 2015 et 2018.
- Coupe du Danemark
  - Finaliste en 2011.

 SønderjyskE
- Coupe du Danemark
  - Vainqueur : 2020.
  - Finaliste : 2021.